# Bretagne Classic 2020
La  Bretagne Classic 2020 est la 84e édition de cette course cycliste masculine sur route. Elle a lieu le 25 août 2020 dans le Morbihan, en France, et fait partie du calendrier UCI World Tour 2020 en catégorie 1.UWT.
La course est remportée par l'Australien Michael Matthews de l'équipe Sunweb. Il devance au sprint le Slovène Luka Mezgec (Mitchelton-Scott) et le Français Florian Sénéchal (Deceuninck-Quick Step).

## Présentation

### Parcours
Pour cette édition, la Bretagne Classic est une course qui renvoie à l'histoire du cyclisme puisqu'elle sert à célébrer les 20 ans des mondiaux organisés à Plouay en 2000. De plus, le parcours passe par Yffiniac, berceau de Bernard Hinault, auquel est rendu un hommage pour le 40e anniversaire de son mythique titre mondial à Sallanches. La course  franchit à plusieurs reprises la côté de Lézot, où Laurent Fignon a gagné son titre de champion de France en 1984 et réintègre la montée du Pont-neuf, qui a marqué le histoire du Grand Prix de Plouay entre 1956 et 1975. C'était la montée finale de la course à 17 reprises, même si en 2020 son sommet est cette fois placé à 2000 mètres de la ligne d'arrivée, comme lors des mondiaux il y a 20 ans. Au total, la Bretagne Classic est tracé sur un parcours de 247,8 kilomètres.

### Équipes
La Bretagne Classic faisant partie du calendrier de l'UCI World Tour, les dix-neuf « UCI WorldTeam » ont le devoir de participer. Néanmoins, les équipes Ineos et Jumbo-Visma ne sont pas présentes et doivent s'acquitter d'une amende de 50.000 euros en raison de leur absence. Six UCI ProTeams ont reçu une invitation : les équipes françaises évoluant à ce niveau et les équipes belges Alpecin-Fenix et Circus-Wanty Gobert. Avant le départ, la formation allemande Bora-Hansgrohe s'est retirée de la course en raison d'un cas positif au Covid-19 dans son équipe.
| WorldTeams (16)- AG2R La Mondiale - Astana - Bahrain McLaren - CCC Team - Lotto Soudal - EF Pro Cycling - NTT Pro Cycling - UAE Team Emirates - Movistar Team - Deceuninck-Quick Step - Mitchelton-Scott - Groupama-FDJ - Cofidis - Team Sunweb - Trek-Segafredo - Israel Start-Up Nation ProTeams (6)- Alpecin-Fenix - Total Direct Énergie - B&B Hotels-Vital Concept p/b KTM - Arkéa-Samsic - Circus-Wanty Gobert - Nippo Delko One Provence |
| |

## Classement de la course
| \| Classement général \| Classement général \| Classement général \| Classement général \| Classement général \| \| Coureur \| Coureur \| Pays \| Équipe \| Temps \| \| ------------------ \| ------------------- \| ------------------ \| ------------------------ \| ------------------ \| \| 1er \| Michael Matthews \| Australie \| Team Sunweb \| 6 h 01 min 14 s \| \| 2e \| Luka Mezgec \| Slovénie \| Mitchelton-Scott \| + 1 s \| \| 3e \| Florian Sénéchal \| France \| Deceuninck-Quick Step \| + 1 s \| \| 4e \| Aimé De Gendt \| Belgique \| Circus-Wanty Gobert \| + 1 s \| \| 5e \| Alessandro Fedeli \| Italie \| Nippo-Delko One Provence \| + 1 s \| \| 6e \| Quinn Simmons \| États-Unis \| Trek-Segafredo \| + 1 s \| \| 7e \| Nils Eekhoff \| Pays-Bas \| Team Sunweb \| + 3 s \| \| 8e \| Daniel McLay \| Royaume-Uni \| Arkéa-Samsic \| + 5 s \| \| 9e \| Anthony Roux \| France \| Groupama-FDJ \| + 5 s \| \| 10e \| Iván García Cortina \| Espagne \| Bahrain McLaren \| + 5 s \| |                     |             |                          |                 |
| |                     |             |                          |                 |
| Source : ProCyclingStats |                     |             |                          |                 |
| Classement général |                     |             |                          |                 |
| Coureur | Coureur             | Pays        | Équipe                   | Temps           |
| 1er | Michael Matthews    | Australie   | Team Sunweb              | 6 h 01 min 14 s |
| 2e | Luka Mezgec         | Slovénie    | Mitchelton-Scott         | + 1 s           |
| 3e | Florian Sénéchal    | France      | Deceuninck-Quick Step    | + 1 s           |
| 4e | Aimé De Gendt       | Belgique    | Circus-Wanty Gobert      | + 1 s           |
| 5e | Alessandro Fedeli   | Italie      | Nippo-Delko One Provence | + 1 s           |
| 6e | Quinn Simmons       | États-Unis  | Trek-Segafredo           | + 1 s           |
| 7e | Nils Eekhoff        | Pays-Bas    | Team Sunweb              | + 3 s           |
| 8e | Daniel McLay        | Royaume-Uni | Arkéa-Samsic             | + 5 s           |
| 9e | Anthony Roux        | France      | Groupama-FDJ             | + 5 s           |
| 10e | Iván García Cortina | Espagne     | Bahrain McLaren          | + 5 s           |

## Liste des participants
| EF Pro Cycling EF1 | EF Pro Cycling EF1    | EF Pro Cycling EF1 |
| ------------------ | --------------------- | ------------------ |
| Num                | Coureur               | Pos                |
| 1                  | Sep Vanmarcke (BEL)   | 28e                |
| 2                  | Sean Bennett (USA)    | 102e               |
| 3                  | Mitchell Docker (AUS) | 82e                |
| 4                  | Ruben Guerreiro (POR) | 29e                |
| 5                  | Logan Owen (USA)      | AB                 |
| 7                  | Thomas Scully (NZL)   | AB                 |

| Astana AST | Astana AST               | Astana AST |
| ---------- | ------------------------ | ---------- |
| Num        | Coureur                  | Pos        |
| 11         | Alex Aranburu (ESP)      | 44e        |
| 12         | Zhandos Bizhigitov (KAZ) | AB         |
| 13         | Laurens De Vreese (BEL)  | 60e        |
| 14         | Hernando Bohórquez (COL) | 91e        |
| 15         | Daniil Fominykh (KAZ)    | 92e        |
| 16         | Yevgeniy Gidich (KAZ)    | 101e       |
| 17         | Davide Martinelli (ITA)  | 66e        |

| Lotto-Soudal LTS | Lotto-Soudal LTS         | Lotto-Soudal LTS |
| ---------------- | ------------------------ | ---------------- |
| Num              | Coureur                  | Pos              |
| 21               | Sander Armée (BEL)       | 33e              |
| 22               | Stan Dewulf (BEL)        | 40e              |
| 23               | Jonathan Dibben (GBR)    | 59e              |
| 24               | Tosh Van der Sande (BEL) | 78e              |
| 25               | Brian van Goethem (NED)  | 72e              |
| 26               | Rémy Mertz (BEL)         | 94e              |
| 27               | Harm Vanhoucke (BEL)     | 56e              |

| AG2R La Mondiale ALM | AG2R La Mondiale ALM    | AG2R La Mondiale ALM |
| -------------------- | ----------------------- | -------------------- |
| Num                  | Coureur                 | Pos                  |
| 31                   | Alexis Gougeard (FRA)   | AB                   |
| 32                   | Julien Duval (FRA)      | 63e                  |
| 33                   | Dorian Godon (FRA)      | 26e                  |
| 34                   | Lawrence Naesen (BEL)   | 73e                  |
| 35                   | Stijn Vandenbergh (BEL) | AB                   |
| 36                   | Andrea Vendrame (ITA)   | 15e                  |
| 37                   | Quentin Jauregui (FRA)  | AB                   |

| CCC Team CCC | CCC Team CCC                   | CCC Team CCC |
| ------------ | ------------------------------ | ------------ |
| Num          | Coureur                        | Pos          |
| 51           | Patrick Bevin (NZL)            | AB           |
| 52           | Josef Černý (CZE)              | AB           |
| 53           | Jonas Koch (GER)               | AB           |
| 54           | Joey Rosskopf (USA)            | 93e          |
| 55           | William Barta (USA)            | AB           |
| 56           | Gijs Van Hoecke (BEL)          | 61e          |
| 57           | Guillaume Van Keirsbulck (BEL) | AB           |

| Bahrain McLaren TBM | Bahrain McLaren TBM       | Bahrain McLaren TBM |
| ------------------- | ------------------------- | ------------------- |
| Num                 | Coureur                   | Pos                 |
| 61                  | Yukiya Arashiro (JPN)     | 30e                 |
| 62                  | Enrico Battaglin (ITA)    | AB                  |
| 63                  | Grega Bole (SLO)          | 65e                 |
| 64                  | Santiago Buitrago (COL)   | AB                  |
| 65                  | Iván García Cortina (ESP) | 10e                 |
| 66                  | Luka Pibernik (SLO)       | 75e                 |
| 67                  | Kevin Inkelaar (NED)      | 98e                 |

| Bora-Hansgrohe BOH | Bora-Hansgrohe BOH     | Bora-Hansgrohe BOH |
| ------------------ | ---------------------- | ------------------ |
| Num                | Coureur                | Pos                |
| 71                 | Cesare Benedetti (ITA) | NP                 |
| 72                 | Marcus Burghardt (GER) | NP                 |
| 73                 | Jempy Drucker (LUX)    | NP                 |
| 74                 | Patrick Gamper (AUT)   | NP                 |
| 75                 | Oscar Gatto (ITA)      | NP                 |
| 76                 | Jay McCarthy (AUS)     | NP                 |
| 77                 | Ide Schelling (NED)    | NP                 |

| NTT Pro Cycling NTT | NTT Pro Cycling NTT               | NTT Pro Cycling NTT |
| ------------------- | --------------------------------- | ------------------- |
| Num                 | Coureur                           | Pos                 |
| 81                  | Nicholas Dlamini (RSA)            | AB                  |
| 82                  | Samuele Battistella (ITA)         | 16e                 |
| 83                  | Stefan de Bod (RSA)               | 68e                 |
| 84                  | Michael Carbel Svendgaard (DEN)   | AB                  |
| 85                  | Matteo Sobrero (ITA)              | AB                  |
| 86                  | Reinardt Janse van Rensburg (RSA) | 50e                 |
| 87                  | Rasmus Tiller (NOR)               | 62e                 |

| UAE Team Emirates UAD | UAE Team Emirates UAD     | UAE Team Emirates UAD |
| --------------------- | ------------------------- | --------------------- |
| Num                   | Coureur                   | Pos                   |
| 91                    | Rui Costa (POR) (route)   | AB                    |
| 92                    | Ivo Oliveira (POR)        | AB                    |
| 93                    | Fernando Gaviria (COL)    | AB                    |
| 94                    | Sergio Henao (COL)        | 41e                   |
| 95                    | Jasper Philipsen (BEL)    | 11e                   |
| 96                    | Maximiliano Richeze (ARG) | AB                    |
| 97                    | Mikkel Bjerg (DEN)        | 49e                   |

| Movistar Team MOV | Movistar Team MOV      | Movistar Team MOV |
| ----------------- | ---------------------- | ----------------- |
| Num               | Coureur                | Pos               |
| 101               | Gabriel Cullaigh (GBR) | 100e              |
| 102               | Iñigo Elosegui (ESP)   | 99e               |
| 103               | Johan Jacobs (SUI)     | 70e               |
| 104               | Lluís Mas (ESP)        | 71e               |
| 105               | Sebastián Mora (ESP)   | 97e               |
| 106               | Sergio Samitier (ESP)  | AB                |
| 107               | Albert Torres (ESP)    | 74e               |

| Deceuninck-Quick Step DQT | Deceuninck-Quick Step DQT | Deceuninck-Quick Step DQT |
| ------------------------- | ------------------------- | ------------------------- |
| Num                       | Coureur                   | Pos                       |
| 111                       | Rémi Cavagna (FRA)        | 76e                       |
| 112                       | Álvaro Hodeg (COL)        | AB                        |
| 113                       | Iljo Keisse (BEL)         | 77e                       |
| 114                       | Florian Sénéchal (FRA)    | 3e                        |
| 115                       | Stijn Steels (BEL)        | 83e                       |
| 116                       | Jannik Steimle (GER)      | 47e                       |
| 117                       | Bert Van Lerberghe (BEL)  | 64e                       |

| Mitchelton-Scott MTS | Mitchelton-Scott MTS   | Mitchelton-Scott MTS |
| -------------------- | ---------------------- | -------------------- |
| Num                  | Coureur                | Pos                  |
| 121                  | Tsgabu Grmay (ETH)     | 48e                  |
| 122                  | Luka Mezgec (SLO)      | 2e                   |
| 123                  | Nick Schultz (AUS)     | 53e                  |
| 124                  | Callum Scotson (AUS)   | 103e                 |
| 125                  | Dion Smith (NZL)       | 35e                  |
| 126                  | Robert Stannard (AUS)  | 80e                  |
| 127                  | Michael Albasini (SUI) | 55e                  |

| Total Direct Énergie TDE | Total Direct Énergie TDE | Total Direct Énergie TDE |
| ------------------------ | ------------------------ | ------------------------ |
| Num                      | Coureur                  | Pos                      |
| 132                      | Romain Cardis (FRA)      | AB                       |
| 133                      | Marlon Gaillard (FRA)    | 37e                      |
| 134                      | Jonathan Hivert (FRA)    | AB                       |
| 135                      | Pim Ligthart (NED)       | 32e                      |
| 136                      | Jérémy Cabot (FRA)       | AB                       |
| 137                      | Simon Sellier (FRA)      | AB                       |

| Alpecin-Fenix AFC | Alpecin-Fenix AFC       | Alpecin-Fenix AFC |
| ----------------- | ----------------------- | ----------------- |
| Num               | Coureur                 | Pos               |
| 141               | Dries De Bondt (BEL)    | AB                |
| 142               | Floris De Tier (BEL)    | 57e               |
| 143               | Kristian Sbaragli (ITA) | 20e               |
| 144               | Otto Vergaerde (BEL)    | 81e               |
| 145               | Gianni Vermeersch (BEL) | 13e               |
| 146               | Philipp Walsleben (GER) | AB                |
| 147               | Scott Thwaites (GBR)    | 23e               |

| B&B Hotels-Vital Concept p/b KTM BVC | B&B Hotels-Vital Concept p/b KTM BVC | B&B Hotels-Vital Concept p/b KTM BVC |
| ------------------------------------ | ------------------------------------ | ------------------------------------ |
| Num                                  | Coureur                              | Pos                                  |
| 151                                  | Maxime Cam (FRA)                     | AB                                   |
| 152                                  | Arnaud Courteille (FRA)              | 104e                                 |
| 153                                  | Adrien Garel (FRA)                   | AB                                   |
| 154                                  | Frederik Backaert (BEL)              | 90e                                  |
| 155                                  | Julien Morice (FRA)                  | AB                                   |
| 156                                  | Luca Mozzato (ITA)                   | 21e                                  |
| 157                                  | Tom-Jelte Slagter (NED)              | 89e                                  |

| Groupama-FDJ GFC | Groupama-FDJ GFC            | Groupama-FDJ GFC |
| ---------------- | --------------------------- | ---------------- |
| Num              | Coureur                     | Pos              |
| 171              | Alexys Brunel (FRA)         | AB               |
| 172              | Kevin Geniets (LUX) (route) | 51e              |
| 173              | Simon Guglielmi (FRA)       | 22e              |
| 174              | Olivier Le Gac (FRA)        | 42e              |
| 175              | Anthony Roux (FRA)          | 9e               |
| 176              | Romain Seigle (FRA)         | 46e              |
| 177              | Fabian Lienhard (SUI)       | 31e              |

| Arkéa-Samsic ARK | Arkéa-Samsic ARK        | Arkéa-Samsic ARK |
| ---------------- | ----------------------- | ---------------- |
| Num              | Coureur                 | Pos              |
| 181              | Laurent Pichon (FRA)    | 39e              |
| 182              | Franck Bonnamour (FRA)  | 24e              |
| 183              | Romain Hardy (FRA)      | AB               |
| 184              | Romain Le Roux (FRA)    | 84e              |
| 185              | Anthony Delaplace (FRA) | 36e              |
| 186              | Kévin Ledanois (FRA)    | AB               |
| 187              | Daniel McLay (GBR)      | 8e               |

| Cofidis COF | Cofidis COF              | Cofidis COF |
| ----------- | ------------------------ | ----------- |
| Num         | Coureur                  | Pos         |
| 191         | Piet Allegaert (BEL)     | AB          |
| 192         | Dimitri Claeys (BEL)     | 34e         |
| 193         | Nathan Haas (AUS)        | 19e         |
| 194         | Mathias Le Turnier (FRA) | AB          |
| 195         | Emmanuel Morin (FRA)     | 17e         |
| 196         | Victor Lafay (FRA)       | 52e         |
| 197         | Julien Vermote (BEL)     | 43e         |

| Team Sunweb SUN | Team Sunweb SUN        | Team Sunweb SUN |
| --------------- | ---------------------- | --------------- |
| Num             | Coureur                | Pos             |
| 201             | Nico Denz (GER)        | 88e             |
| 202             | Nils Eekhoff (NED)     | 7e              |
| 203             | Felix Gall (AUT)       | AB              |
| 204             | Max Kanter (GER)       | AB              |
| 205             | Michael Matthews (AUS) | 1er             |
| 206             | Jasha Sütterlin (GER)  | AB              |
| 207             | Ilan Van Wilder (BEL)  | AB              |

| Trek-Segafredo TFS | Trek-Segafredo TFS       | Trek-Segafredo TFS |
| ------------------ | ------------------------ | ------------------ |
| Num                | Coureur                  | Pos                |
| 211                | William Clarke (AUS)     | 86e                |
| 212                | Alexander Kamp (DEN)     | 67e                |
| 213                | Alex Kirsch (LUX)        | 14e                |
| 214                | Emīls Liepiņš (LAT)      | AB                 |
| 215                | Matteo Moschetti (ITA)   | AB                 |
| 216                | Charlie Quarterman (GBR) | 87e                |
| 217                | Quinn Simmons (USA)      | 6e                 |

| Circus-Wanty Gobert CWG | Circus-Wanty Gobert CWG | Circus-Wanty Gobert CWG |
| ----------------------- | ----------------------- | ----------------------- |
| Num                     | Coureur                 | Pos                     |
| 221                     | Jan Bakelants (BEL)     | 25e                     |
| 222                     | Aimé De Gendt (BEL)     | 4e                      |
| 223                     | Fabien Doubey (FRA)     | AB                      |
| 224                     | Loïc Vliegen (BEL)      | AB                      |
| 225                     | Andrea Pasqualon (ITA)  | 18e                     |
| 226                     | Boy van Poppel (NED)    | AB                      |
| 227                     | Danny van Poppel (NED)  | AB                      |

| Nippo-Delko One Provence NDP | Nippo-Delko One Provence NDP | Nippo-Delko One Provence NDP |
| ---------------------------- | ---------------------------- | ---------------------------- |
| Num                          | Coureur                      | Pos                          |
| 231                          | Alessandro Fedeli (ITA)      | 5e                           |
| 232                          | Romain Combaud (FRA)         | AB                           |
| 233                          | Biniam Girmay (ERI)          | 95e                          |
| 234                          | Delio Fernández (ESP)        | 38e                          |
| 235                          | Hideto Nakane (JPN)          | 54e                          |
| 236                          | Evaldas Šiškevičius (LTU)    | 85e                          |
| 237                          | Eduard-Michael Grosu (ROU)   | 12e                          |

| Israel Start-Up Nation ISN | Israel Start-Up Nation ISN | Israel Start-Up Nation ISN |
| -------------------------- | -------------------------- | -------------------------- |
| Num                        | Coureur                    | Pos                        |
| 241                        | Jenthe Biermans (BEL)      | 27e                        |
| 242                        | Guillaume Boivin (CAN)     | 45e                        |
| 243                        | Alexander Cataford (CAN)   | 96e                        |
| 244                        | Reto Hollenstein (SUI)     | 69e                        |
| 245                        | Travis McCabe (USA)        | 79e                        |
| 246                        | Guy Sagiv (ISR) (route)    | AB                         |
| 247                        | Rick Zabel (GER)           | 58e                        |

| EF Pro Cycling EF1 | EF Pro Cycling EF1    | EF Pro Cycling EF1 |
| ------------------ | --------------------- | ------------------ |
| Num                | Coureur               | Pos                |
| 1                  | Sep Vanmarcke (BEL)   | 28e                |
| 2                  | Sean Bennett (USA)    | 102e               |
| 3                  | Mitchell Docker (AUS) | 82e                |
| 4                  | Ruben Guerreiro (POR) | 29e                |
| 5                  | Logan Owen (USA)      | AB                 |
| 7                  | Thomas Scully (NZL)   | AB                 |

| Astana AST | Astana AST               | Astana AST |
| ---------- | ------------------------ | ---------- |
| Num        | Coureur                  | Pos        |
| 11         | Alex Aranburu (ESP)      | 44e        |
| 12         | Zhandos Bizhigitov (KAZ) | AB         |
| 13         | Laurens De Vreese (BEL)  | 60e        |
| 14         | Hernando Bohórquez (COL) | 91e        |
| 15         | Daniil Fominykh (KAZ)    | 92e        |
| 16         | Yevgeniy Gidich (KAZ)    | 101e       |
| 17         | Davide Martinelli (ITA)  | 66e        |

| Lotto-Soudal LTS | Lotto-Soudal LTS         | Lotto-Soudal LTS |
| ---------------- | ------------------------ | ---------------- |
| Num              | Coureur                  | Pos              |
| 21               | Sander Armée (BEL)       | 33e              |
| 22               | Stan Dewulf (BEL)        | 40e              |
| 23               | Jonathan Dibben (GBR)    | 59e              |
| 24               | Tosh Van der Sande (BEL) | 78e              |
| 25               | Brian van Goethem (NED)  | 72e              |
| 26               | Rémy Mertz (BEL)         | 94e              |
| 27               | Harm Vanhoucke (BEL)     | 56e              |

| AG2R La Mondiale ALM | AG2R La Mondiale ALM    | AG2R La Mondiale ALM |
| -------------------- | ----------------------- | -------------------- |
| Num                  | Coureur                 | Pos                  |
| 31                   | Alexis Gougeard (FRA)   | AB                   |
| 32                   | Julien Duval (FRA)      | 63e                  |
| 33                   | Dorian Godon (FRA)      | 26e                  |
| 34                   | Lawrence Naesen (BEL)   | 73e                  |
| 35                   | Stijn Vandenbergh (BEL) | AB                   |
| 36                   | Andrea Vendrame (ITA)   | 15e                  |
| 37                   | Quentin Jauregui (FRA)  | AB                   |

| CCC Team CCC | CCC Team CCC                   | CCC Team CCC |
| ------------ | ------------------------------ | ------------ |
| Num          | Coureur                        | Pos          |
| 51           | Patrick Bevin (NZL)            | AB           |
| 52           | Josef Černý (CZE)              | AB           |
| 53           | Jonas Koch (GER)               | AB           |
| 54           | Joey Rosskopf (USA)            | 93e          |
| 55           | William Barta (USA)            | AB           |
| 56           | Gijs Van Hoecke (BEL)          | 61e          |
| 57           | Guillaume Van Keirsbulck (BEL) | AB           |

| Bahrain McLaren TBM | Bahrain McLaren TBM       | Bahrain McLaren TBM |
| ------------------- | ------------------------- | ------------------- |
| Num                 | Coureur                   | Pos                 |
| 61                  | Yukiya Arashiro (JPN)     | 30e                 |
| 62                  | Enrico Battaglin (ITA)    | AB                  |
| 63                  | Grega Bole (SLO)          | 65e                 |
| 64                  | Santiago Buitrago (COL)   | AB                  |
| 65                  | Iván García Cortina (ESP) | 10e                 |
| 66                  | Luka Pibernik (SLO)       | 75e                 |
| 67                  | Kevin Inkelaar (NED)      | 98e                 |

| Bora-Hansgrohe BOH | Bora-Hansgrohe BOH     | Bora-Hansgrohe BOH |
| ------------------ | ---------------------- | ------------------ |
| Num                | Coureur                | Pos                |
| 71                 | Cesare Benedetti (ITA) | NP                 |
| 72                 | Marcus Burghardt (GER) | NP                 |
| 73                 | Jempy Drucker (LUX)    | NP                 |
| 74                 | Patrick Gamper (AUT)   | NP                 |
| 75                 | Oscar Gatto (ITA)      | NP                 |
| 76                 | Jay McCarthy (AUS)     | NP                 |
| 77                 | Ide Schelling (NED)    | NP                 |

| NTT Pro Cycling NTT | NTT Pro Cycling NTT               | NTT Pro Cycling NTT |
| ------------------- | --------------------------------- | ------------------- |
| Num                 | Coureur                           | Pos                 |
| 81                  | Nicholas Dlamini (RSA)            | AB                  |
| 82                  | Samuele Battistella (ITA)         | 16e                 |
| 83                  | Stefan de Bod (RSA)               | 68e                 |
| 84                  | Michael Carbel Svendgaard (DEN)   | AB                  |
| 85                  | Matteo Sobrero (ITA)              | AB                  |
| 86                  | Reinardt Janse van Rensburg (RSA) | 50e                 |
| 87                  | Rasmus Tiller (NOR)               | 62e                 |

| UAE Team Emirates UAD | UAE Team Emirates UAD     | UAE Team Emirates UAD |
| --------------------- | ------------------------- | --------------------- |
| Num                   | Coureur                   | Pos                   |
| 91                    | Rui Costa (POR) (route)   | AB                    |
| 92                    | Ivo Oliveira (POR)        | AB                    |
| 93                    | Fernando Gaviria (COL)    | AB                    |
| 94                    | Sergio Henao (COL)        | 41e                   |
| 95                    | Jasper Philipsen (BEL)    | 11e                   |
| 96                    | Maximiliano Richeze (ARG) | AB                    |
| 97                    | Mikkel Bjerg (DEN)        | 49e                   |

| Movistar Team MOV | Movistar Team MOV      | Movistar Team MOV |
| ----------------- | ---------------------- | ----------------- |
| Num               | Coureur                | Pos               |
| 101               | Gabriel Cullaigh (GBR) | 100e              |
| 102               | Iñigo Elosegui (ESP)   | 99e               |
| 103               | Johan Jacobs (SUI)     | 70e               |
| 104               | Lluís Mas (ESP)        | 71e               |
| 105               | Sebastián Mora (ESP)   | 97e               |
| 106               | Sergio Samitier (ESP)  | AB                |
| 107               | Albert Torres (ESP)    | 74e               |

| Deceuninck-Quick Step DQT | Deceuninck-Quick Step DQT | Deceuninck-Quick Step DQT |
| ------------------------- | ------------------------- | ------------------------- |
| Num                       | Coureur                   | Pos                       |
| 111                       | Rémi Cavagna (FRA)        | 76e                       |
| 112                       | Álvaro Hodeg (COL)        | AB                        |
| 113                       | Iljo Keisse (BEL)         | 77e                       |
| 114                       | Florian Sénéchal (FRA)    | 3e                        |
| 115                       | Stijn Steels (BEL)        | 83e                       |
| 116                       | Jannik Steimle (GER)      | 47e                       |
| 117                       | Bert Van Lerberghe (BEL)  | 64e                       |

| Mitchelton-Scott MTS | Mitchelton-Scott MTS   | Mitchelton-Scott MTS |
| -------------------- | ---------------------- | -------------------- |
| Num                  | Coureur                | Pos                  |
| 121                  | Tsgabu Grmay (ETH)     | 48e                  |
| 122                  | Luka Mezgec (SLO)      | 2e                   |
| 123                  | Nick Schultz (AUS)     | 53e                  |
| 124                  | Callum Scotson (AUS)   | 103e                 |
| 125                  | Dion Smith (NZL)       | 35e                  |
| 126                  | Robert Stannard (AUS)  | 80e                  |
| 127                  | Michael Albasini (SUI) | 55e                  |

| Total Direct Énergie TDE | Total Direct Énergie TDE | Total Direct Énergie TDE |
| ------------------------ | ------------------------ | ------------------------ |
| Num                      | Coureur                  | Pos                      |
| 132                      | Romain Cardis (FRA)      | AB                       |
| 133                      | Marlon Gaillard (FRA)    | 37e                      |
| 134                      | Jonathan Hivert (FRA)    | AB                       |
| 135                      | Pim Ligthart (NED)       | 32e                      |
| 136                      | Jérémy Cabot (FRA)       | AB                       |
| 137                      | Simon Sellier (FRA)      | AB                       |

| Alpecin-Fenix AFC | Alpecin-Fenix AFC       | Alpecin-Fenix AFC |
| ----------------- | ----------------------- | ----------------- |
| Num               | Coureur                 | Pos               |
| 141               | Dries De Bondt (BEL)    | AB                |
| 142               | Floris De Tier (BEL)    | 57e               |
| 143               | Kristian Sbaragli (ITA) | 20e               |
| 144               | Otto Vergaerde (BEL)    | 81e               |
| 145               | Gianni Vermeersch (BEL) | 13e               |
| 146               | Philipp Walsleben (GER) | AB                |
| 147               | Scott Thwaites (GBR)    | 23e               |

| B&B Hotels-Vital Concept p/b KTM BVC | B&B Hotels-Vital Concept p/b KTM BVC | B&B Hotels-Vital Concept p/b KTM BVC |
| ------------------------------------ | ------------------------------------ | ------------------------------------ |
| Num                                  | Coureur                              | Pos                                  |
| 151                                  | Maxime Cam (FRA)                     | AB                                   |
| 152                                  | Arnaud Courteille (FRA)              | 104e                                 |
| 153                                  | Adrien Garel (FRA)                   | AB                                   |
| 154                                  | Frederik Backaert (BEL)              | 90e                                  |
| 155                                  | Julien Morice (FRA)                  | AB                                   |
| 156                                  | Luca Mozzato (ITA)                   | 21e                                  |
| 157                                  | Tom-Jelte Slagter (NED)              | 89e                                  |

| Groupama-FDJ GFC | Groupama-FDJ GFC            | Groupama-FDJ GFC |
| ---------------- | --------------------------- | ---------------- |
| Num              | Coureur                     | Pos              |
| 171              | Alexys Brunel (FRA)         | AB               |
| 172              | Kevin Geniets (LUX) (route) | 51e              |
| 173              | Simon Guglielmi (FRA)       | 22e              |
| 174              | Olivier Le Gac (FRA)        | 42e              |
| 175              | Anthony Roux (FRA)          | 9e               |
| 176              | Romain Seigle (FRA)         | 46e              |
| 177              | Fabian Lienhard (SUI)       | 31e              |

| Arkéa-Samsic ARK | Arkéa-Samsic ARK        | Arkéa-Samsic ARK |
| ---------------- | ----------------------- | ---------------- |
| Num              | Coureur                 | Pos              |
| 181              | Laurent Pichon (FRA)    | 39e              |
| 182              | Franck Bonnamour (FRA)  | 24e              |
| 183              | Romain Hardy (FRA)      | AB               |
| 184              | Romain Le Roux (FRA)    | 84e              |
| 185              | Anthony Delaplace (FRA) | 36e              |
| 186              | Kévin Ledanois (FRA)    | AB               |
| 187              | Daniel McLay (GBR)      | 8e               |

| Cofidis COF | Cofidis COF              | Cofidis COF |
| ----------- | ------------------------ | ----------- |
| Num         | Coureur                  | Pos         |
| 191         | Piet Allegaert (BEL)     | AB          |
| 192         | Dimitri Claeys (BEL)     | 34e         |
| 193         | Nathan Haas (AUS)        | 19e         |
| 194         | Mathias Le Turnier (FRA) | AB          |
| 195         | Emmanuel Morin (FRA)     | 17e         |
| 196         | Victor Lafay (FRA)       | 52e         |
| 197         | Julien Vermote (BEL)     | 43e         |

| Team Sunweb SUN | Team Sunweb SUN        | Team Sunweb SUN |
| --------------- | ---------------------- | --------------- |
| Num             | Coureur                | Pos             |
| 201             | Nico Denz (GER)        | 88e             |
| 202             | Nils Eekhoff (NED)     | 7e              |
| 203             | Felix Gall (AUT)       | AB              |
| 204             | Max Kanter (GER)       | AB              |
| 205             | Michael Matthews (AUS) | 1er             |
| 206             | Jasha Sütterlin (GER)  | AB              |
| 207             | Ilan Van Wilder (BEL)  | AB              |

| Trek-Segafredo TFS | Trek-Segafredo TFS       | Trek-Segafredo TFS |
| ------------------ | ------------------------ | ------------------ |
| Num                | Coureur                  | Pos                |
| 211                | William Clarke (AUS)     | 86e                |
| 212                | Alexander Kamp (DEN)     | 67e                |
| 213                | Alex Kirsch (LUX)        | 14e                |
| 214                | Emīls Liepiņš (LAT)      | AB                 |
| 215                | Matteo Moschetti (ITA)   | AB                 |
| 216                | Charlie Quarterman (GBR) | 87e                |
| 217                | Quinn Simmons (USA)      | 6e                 |

| Circus-Wanty Gobert CWG | Circus-Wanty Gobert CWG | Circus-Wanty Gobert CWG |
| ----------------------- | ----------------------- | ----------------------- |
| Num                     | Coureur                 | Pos                     |
| 221                     | Jan Bakelants (BEL)     | 25e                     |
| 222                     | Aimé De Gendt (BEL)     | 4e                      |
| 223                     | Fabien Doubey (FRA)     | AB                      |
| 224                     | Loïc Vliegen (BEL)      | AB                      |
| 225                     | Andrea Pasqualon (ITA)  | 18e                     |
| 226                     | Boy van Poppel (NED)    | AB                      |
| 227                     | Danny van Poppel (NED)  | AB                      |

| Nippo-Delko One Provence NDP | Nippo-Delko One Provence NDP | Nippo-Delko One Provence NDP |
| ---------------------------- | ---------------------------- | ---------------------------- |
| Num                          | Coureur                      | Pos                          |
| 231                          | Alessandro Fedeli (ITA)      | 5e                           |
| 232                          | Romain Combaud (FRA)         | AB                           |
| 233                          | Biniam Girmay (ERI)          | 95e                          |
| 234                          | Delio Fernández (ESP)        | 38e                          |
| 235                          | Hideto Nakane (JPN)          | 54e                          |
| 236                          | Evaldas Šiškevičius (LTU)    | 85e                          |
| 237                          | Eduard-Michael Grosu (ROU)   | 12e                          |

| Israel Start-Up Nation ISN | Israel Start-Up Nation ISN | Israel Start-Up Nation ISN |
| -------------------------- | -------------------------- | -------------------------- |
| Num                        | Coureur                    | Pos                        |
| 241                        | Jenthe Biermans (BEL)      | 27e                        |
| 242                        | Guillaume Boivin (CAN)     | 45e                        |
| 243                        | Alexander Cataford (CAN)   | 96e                        |
| 244                        | Reto Hollenstein (SUI)     | 69e                        |
| 245                        | Travis McCabe (USA)        | 79e                        |
| 246                        | Guy Sagiv (ISR) (route)    | AB                         |
| 247                        | Rick Zabel (GER)           | 58e                        |